# مطار خوسيه ماريا كوردوفا الدولي
مطار خوسيه ماريا كوردوفا كوردوفا الدولي (بالإسبانية: José María Córdova International Airport)‏(إياتا: MDE، إيكاو: SKRG) هو مطار دولي يقع في كولومبيا.

## شركات الطيران والوجهات

### الركاب
| شركـات طيـران           | الوجهات |
| ----------------------- | --- |
| طيران المكسيك           | مطار بينيتو خواريز الدولي |
| طيران أوروبا            | مطار مدريد باراخاس الدولي |
| الخطوط الجوية الأمريكية | مطار ميامي الدولي |
| Arajet                  | مطار لاس أمريكا الدولي |
| أفيانكا                 | أرمينيا، مطار الملكة بياتريس الدولي، Barranquilla، مطار إلدورادو الدولي، Bucaramanga، Cali، Cartagena، Cúcuta، Guayaquil، مطار مدريد باراخاس الدولي، مطار بينيتو خواريز الدولي، مطار ميامي الدولي، Monteria، مطار جون إف كينيدي الدولي، Pereira، Punta Cana ‏، مطار ماريسكال سوكري الدولي، Santa Marta ‏ موسمي: مطار أورلاندو الدولي، مطار غوستافو روجاس بينيلا الدولي |
| أفيانكا كوستاريكا       | مطار خوان سانتاماريا الدولي |
| خطوط كوبا الجوية        | مطار توكومين الدولي |
| EasyFly                 | Pereira |
| EZAir                   | كوراساو |
| Jetair Caribbean        | كوراساو |
| خطوط جيت بلو الجوية     | Fort Lauderdale ‏ |
| JetSmart Chile ‏         | مطار أرتورو ميرينو بينيتيز الدولي |
| لاتام كولومبيا          | Barranquilla، مطار إلدورادو الدولي، Bucaramanga، Cartagena، Cúcuta، Monteria، Pereira، مطار غوستافو روجاس بينيلا الدولي، Santa Marta ‏ |
| لاتام بيرو              | مطار خورخي تشافيز الدولي |
| خطوط سبيريت الجوية      | Fort Lauderdale ‏، مطار أورلاندو الدولي |
| وينغو (خطوط جوية)       | مطار الملكة بياتريس الدولي، مطار إلدورادو الدولي، Cancún، مطار خوسيه مارتي الدولي، Panama City–Balboa ‏، مطار توكومين الدولي، Punta Cana ‏، مطار لاس أمريكا الدولي |

### الشحن
| شركـات طيـران          | الوجهات                                                                                              |
| ---------------------- | --- |
| Amerijet International | مطار ميامي الدولي                                                                                    |
| أفيانكا للشحن ‏         | مطار خورخي تشافيز الدولي، مطار ميامي الدولي، مطار ماريسكال سوكري الدولي، مطار خوان سانتاماريا الدولي |
| فيديكس إكسبرس          | مطار ميامي الدولي                                                                                    |
| LATAM Cargo Brasil     | مطار ميامي الدولي                                                                                    |